# Laimutė Baikauskaitė
Laimutė Baikauskaitė (née le 10 juin 1956 à Vilnius) est une athlète lituanienne spécialiste du 1 500 mètres.

## Carrière

### Palmarès
| Date | Compétition           | Lieu  | Résultat | Performance   |
| ---- | --------------------- | ----- | -------- | ------------- |
| 1988 | Jeux olympiques d'été | Séoul | 2e       | 4 min 00 s 24 |

### Records
| Épreuve      | Performance   | Lieu  | Date             |
| ------------ | ------------- | ----- | ---------------- |
| 1 500 mètres | 4 min 00 s 24 | Séoul | 1er octobre 1988 |